# Disco Peter Pan
Un disco Peter Pan  è un disco circumstellare attorno ad una stella o a una nana bruna di tipo spettrale M o successivo, che appare aver trattenuto abbastanza gas per formare un pianeta gigante gassoso, per un tempo superiore a circa 5 milioni di anni che è quello assunto come scala per la dispersione dei gas. La presenza di gas attorno al disco viene generalmente dedotta dalla quantità totale di radiazione emessa dal disco nella regione degli infrarossi, o dalla firma spettroscopica dell'idrogeno in accrezione sulla stella.
Per essere classificata come disco Peter Pan la sorgente deve possedere una marcatura infrarossa di {\displaystyle Ks-W4>2}, un'età superiore a 20 milioni di anni (>20 Ma) e mostrare l'evidenza spettroscopica di un disco di accrescimento.

## Descrizione
Nel 2016 i volontari del progetto Disk Detective hanno scoperto WISE J080822.18-644357.3 (abbreviata in J0808). Questa stella di piccola massa appare giovane, in particolare ha un forte eccesso di emissione infrarossa e un'attiva accrezione di materiale gassoso. Fa parte del giovane gruppo in movimento (YMG, acronimo dell'inglese Young Moving Group) della Carena, che ha un'età di 45+11−7 milioni di anni, particolarmente più longevo di quanto ci si attenderebbe per queste caratteristiche da una nana rossa di tipo M. Sono state scoperte altre stelle e nane brune analoghe a J0808, con caratteristiche tipiche di strutture giovani, ma appartenenti a gruppi in movimento più antichi.
Assieme a J0808, queste strutture di accrescimento di età avanzata, ma di piccola massa, sono state denominate dischi Peter Pan in un articolo pubblicato nel 2020. Dopo di allora la denominazione è stata utilizzata da altri gruppi di ricerca, senza tuttavia un riconoscimento ufficiale da parte della comunità scientifica.

## Denominazione
I dischi Peter Pan mutuano la loro denominazione dal personaggio letterario principale Peter Pan dell'opera Peter e Wendy, scritto da J. M. Barrie nel 1904. I dischi Peter Pan possiedono una apparenza giovane, tuttavia hanno un'età più elevata di quanto sembri. In altre parole i dischi Peter Pan "si rifiutano di crescere", caratteristica che condividono con i ragazzi come Peter Pan.

## Caratteristiche
I dischi Peter Pan noti posseggono la riga spettroscopica H-alfa come segno di accrescimento. WISE J080822.18-644357.3 mostra variazioni nelle righe β di Paschen e γ di Brackett, che è un chiaro segno di accrescimento. Esso è stato anche identificato come ricco di litio, che è un segno di giovinezza nella formazione.
WISE J080822.18-644357.3 mostra variazioni nella curva di luce presa dal CTIO, che potrebbe essere materiale del disco che blocca la luce della stella. La sorgente ha mostrato anche un forte flare. WISE J080822.18-644357.3 mostra tre distinte componenti nella struttura del disco: Un disco interno caldo, con una temperatura di 1100 K (827 °C o 1520 °F), collocato a circa 0.0056 au. Un disco esterno tiepido, "warm", con una temperatura di 240 K (-33 °C o -28 °F), collocato a circa 0.115 au. Un disco più esterno freddo, con una temperatura di 20 K (-253 °C o -424 °F), collocato a <16 unità astronomiche.
2MASS J05010082-4337102 ha mostrato un flare in una curva di luce presa dal telescopio TESS e variazioni periodiche, che potrebbero esser dovute a macchie sulla superficie stellare. Il sistema è inclinato rispetto alla linea di vista terrestre di ~38°, abbastanza per non aspettarsi che materiale del disco transiti davanti alla stella.
WISEAJ044634.16-262756.1 e WISEA J094900.65-713803.1 sono entrambe delle doppie visuali apparenti nei dati della missione Gaia.
2MASS J02265658-5327032 è una candidata stella nana bruna con un disco di accrescimento Peter Pan.

## Dischi Peter Pan noti

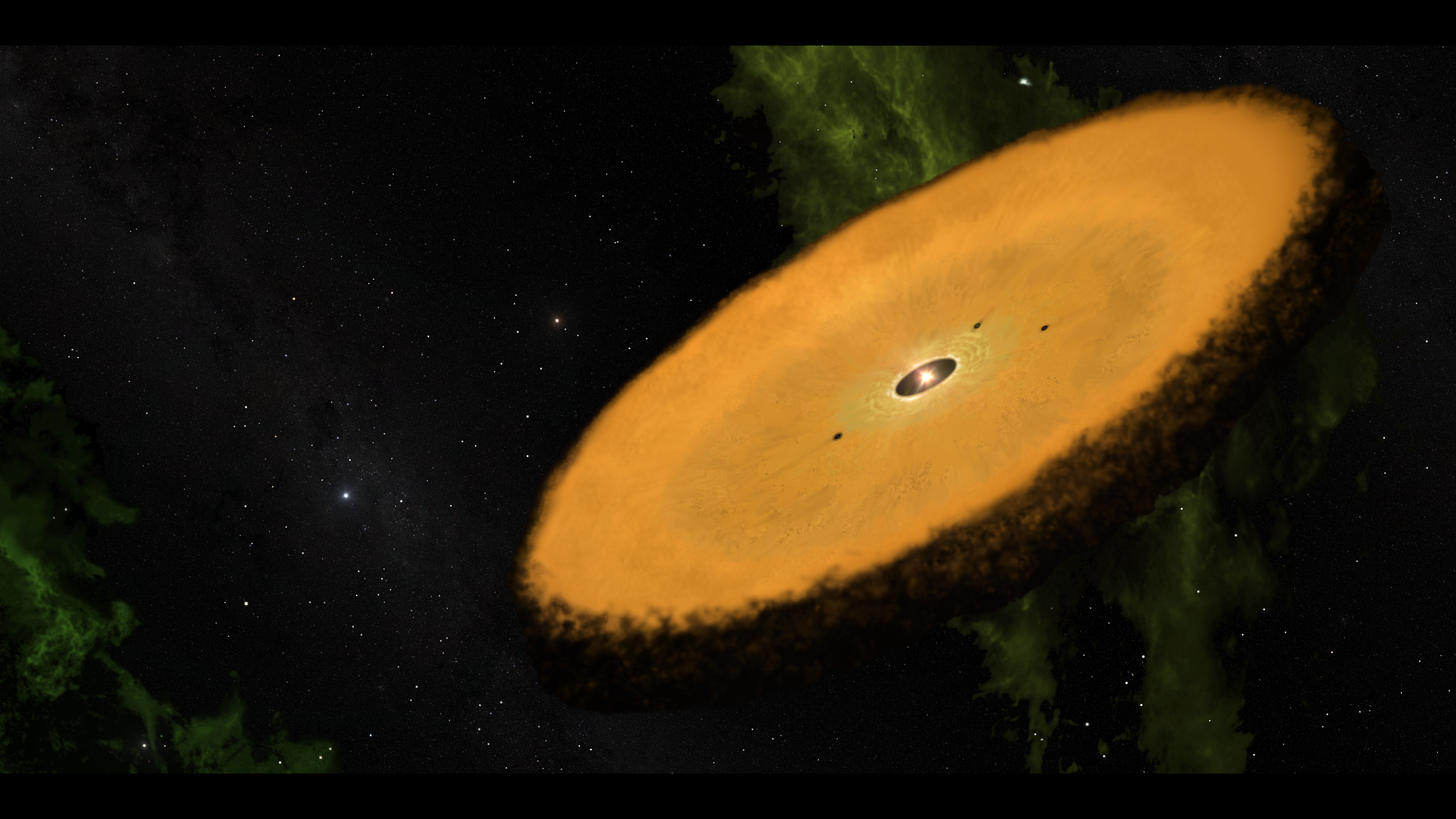
Immagine artistica di un disco Peter Pan

Il disco Peter Pan prototipo è WISE J080822.18-644357.3. La sua scoperta è opera del progetto Citizen science patrocinato dalla NASA e chiamato progetto Disk Detective.
Murphy et al. hanno trovato ulteriori dischi Peter Pan in letteratura, che erano già stati identificati come parte del complesso GAYA (Great Austral Young Association, contenente le associazioni stellari cinematiche Carena, Colomba e Tucano-Orologio). Esempi sono 2MASS J0041353-562112 in Tuc-Hor (Tucano.Orologio), 2MASS J05010082-4337102 nella Colomba e 2MASS J02265658-5327032 in Tuc-Hor. L'associazione Tuc-Hor ha un'età di 45±4 Myr (milioni di anni) e l'associazione Colomba ha un'età di 42+6−4 milioni di anni. 2MASS J0041353-562112 successivamente è stata scartata in quanto non mostra eccesso nell'infrarosso e potrebbe appartenere al gruppo di movimento parallelo Beta Pictoris.
Il progetto Disk Detective Collaboration ha identificato due ulteriori dischi Peter Pan: WISEAJ044634.16-262756.1 nella Colomba e WISEA J094900.65-713803.1 nella Carena. Entrambi i sistemi sono doppie visuali. La ricerca menziona anche che i membri di NGC 2547 erano stati precedentemente identificati possedere un eccesso infrarosso a 22 µm e potrebbero essere analoghi a dischi Peter Pan. 2MASS 08093547-4913033, che è una delle nane M con un disco di detriti in NGC 2547, è stata osservata con lo spettrografo all'infrarosso del telescopio spaziale Spitzer. In questo sistema è stata fatta la prima scoperta di silicati in un disco di detriti, polveri e rocce, attorno ad una stella di tipo M. Per quanto il sistema mostri la riga H-alpha dell'idrogeno, è stato interpretato come privo di gas e non in accrescimento.

## Implicazioni riguardo alla formazione di pianeti attorno a stelle M
Esistono differenti modelli che spiegano l'esistenza di dischi Peter Pan, come planetesimi sottoposti a perturbazioni o collisioni recenti di corpi planetari. Una spiegazione è che i dischi Peter Pan siano dischi primordiali longevi. Questo sarebbe in linea con la caratteristica delle stelle di piccola massa di aver bisogno di un tempo più lungo per dissipare i loro dischi di formazione. Gli esopianeti attorno a nane rose di tipo M avrebbero maggior tempo per formarsi, il che avrebbe un impatto significativo sull'atmosfera e la chimica di questi pianeti.